# Julia Ormond
Julia Karin Ormond (Epsom, Surrey, 1965. január 4. –) Primetime Emmy-díjas brit színésznő.

## Élete és pályafutása
Szülei elváltak, amikor ő még gyerek volt. Öten vannak testvérek, ő másodikként született meg. Tanulmányait a Farnham Művészeti Főiskolán valamint a Webber Douglas Akadémián végezte. Itt diplomázott 1988-ban. A sheffieldi Crucible Színház, a cheltenhami Everyman Színház tagja. A manchesteri Royal Exchange Színházzal turnézott. Fellépett a West Enden is. A FilmAid International alapító elnöke, illetve társelnöke.
Színészi hírnevét A maconi gyermek (1993) hozta meg számára. Hollywood a Szenvedélyek viharában című 1994-es filmben nyújtott alakításában figyelt fel rá, ahol Brad Pitt partnere volt. Ennek eredményeként játszott egy évvel később a Sabrina című filmben, amelyben Harrison Forddal volt látható. Azóta is folyamatosan szerepel filmekben, mint például A hó hatalma (1997), A szibériai borbély (1998), Az ellenálló (2003) vagy a Vasakaratú angyalok (2004).

## Magánélete
1989–1994 között Rory Edwards színész felesége volt. 1999-ben ment férjhez Jon Rubin politikai aktivistához, házasságuk 2008-ig tartott. Egy lányuk született, 2004-ben.

## Filmográfia

### Film
| Év   | Magyar cím                    | Eredeti cím                         | Szerep                    | Magyar hang        |
| ---- | ----------------------------- | ----------------------------------- | ------------------------- | ------------------ |
| 1993 | A maconi gyermek              | The Baby of Mâcon                   | a lány                    |                    |
| 1994 | Nostradamus                   | Nostradamus                         | Marie                     | Kisfalvi Krisztina |
| 1994 | A szerelem börtönében         | Captives                            | Rachel Clifford           | Györgyi Anna       |
| 1994 | A szerelem börtönében         | Captives                            | Rachel Clifford           | Gáspár Kata        |
| 1994 | Szenvedélyek viharában        | Legends of the Fall                 | Susannah Fincannon-Ludlow | Györgyi Anna       |
| 1994 | Szenvedélyek viharában        | Legends of the Fall                 | Susannah Fincannon-Ludlow | Gubás Gabi         |
| 1995 | Az első lovag                 | First Knight                        | Guinevere                 | Györgyi Anna       |
| 1995 | Sabrina                       | Sabrina                             | Sabrina Fairchild         | Györgyi Anna       |
| 1997 | A hó hatalma                  | Smilla's Sense of Snow              | Smilla Jaspersen          | Báthory Orsolya    |
| 1998 | A szibériai borbély           | The Barber of Siberia               | Jane Callahan             | Kováts Adél        |
| 2001 | Zsaroló a zsánerem            | The Prime Gig                       | Caitlin Carlson           |                    |
| 2003 | Az ellenálló                  | Resistance                          | Claire Daussois           | Vándor Éva         |
| 2006 | Inland Empire                 | Inland Empire                       | Doris Side                |                    |
| 2007 | Tudom, ki ölt meg             | I Know Who Killed Me                | Susan Fleming             | Orosz Anna         |
| 2008 | Aberrált élvezetek            | Surveillance                        | Elizabeth Anderson        | Zakariás Éva       |
| 2008 | Che                           | Che                                 | Lisa Howard               |                    |
| 2008 | Az El Escorial-összeesküvés   | La Conjura de El Escorial           | De Éboli hercegnő         | Kéri Kitty         |
| 2008 | Benjamin Button különös élete | The Curious Case of Benjamin Button | Caroline Fuller           | Pálfi Kata         |
| 2008 | Kit Kittredge                 | Kit Kittredge: An American Girl     | Margaret Kittredge        | Huszárik Kata      |
| 2011 | A zene tovább szól            | The Music Never Stopped             | Dianne Daley              |                    |
| 2011 | A zöldben                     | The Green                           | Karen                     |                    |
| 2011 |                               | Albatross                           | Joa Fischer               |                    |
| 2011 | Egy hét Marilynnel            | My Week with Marilyn                | Vivien Leigh              | Györgyi Anna       |
| 2012 | Láncra verve                  | Chained                             | Sarah Fittler             | Spilák Klára       |
| 2013 | A Kelet                       | The East                            | Paige Williams            | Györgyi Anna       |
| 2017 |                               | Rememory                            | Carolyn Dunn              |                    |
| 2018 | Hölgyek feketében             | Ladies in Black                     | Magda                     |                    |
| 2020 |                               | Son of the South                    | Virginia Durr             |                    |
| 2020 |                               | Reunion                             | Ivy                       |                    |

### Televízió

#### Tévéfilm
| Év   | Magyar cím             | Eredeti cím                      | Szerep                  | Magyar hang         |
| ---- | ---------------------- | -------------------------------- | ----------------------- | ------------------- |
| 1991 | Katalin cárnő ifjúsága | Young Catherine                  | II. Katalin orosz cárnő |                     |
| 1992 | Sztálin                | Stalin                           | Nagyezsda Allilujeva    | Tóth Enikő          |
| 1999 | Állatfarm              | Animal Farm                      | Jessie (hangja)         | Kovács Vanda        |
| 2001 | Varian háborúja        | Varian's War: The Forgotten Hero | Miriam Davenport        | Tóth Enikő          |
| 2004 | Vasakaratú angyalok    | Iron Jawed Angels                | Inez Milholland         | Kiss Virág Magdolna |
| 2007 |                        | Mr. and Mrs. Smith               | anya                    |                     |
| 2010 | Bűnösnek nyilvánítva   | The Wronged Man                  | Janet Gregory           | Tóth Enikő          |
| 2010 | Temple Grandin         | Temple Grandin                   | Eustacia Grandin        | Kovács Nóra         |
| 2013 |                        | Exploding Sun                    | Joan Elias              |                     |
| 2017 | A gyógyszer útja       | Tour de Pharmacy                 | Adrianna Baton          |                     |

#### Sorozat
| Év        | Magyar cím                       | Eredeti cím                    | Szerep           | Megjegyzések           |
| --------- | -------------------------------- | ------------------------------ | ---------------- | ---------------------- |
| 1989      | A heroin gyilkos útja            | Traffik                        | Caroline Lithgow | minisorozat (4 epizód) |
| 1989      |                                  | Capital City                   | Alison           | 1 epizód               |
| 1990      |                                  | The Ruth Rendell Mysteries     | Nora Fanshawe    | 1 epizód               |
| 2005      |                                  | Beach Girls                    | Stevie Moore     | minisorozat (6 epizód) |
| 2008–2009 | CSI: New York-i helyszínelők     | CSI: NY                        | Gillian Whitford | 3 epizód               |
| 2010      | Jackie nővér                     | Nurse Jackie                   | Sarah Khouri     | 5 epizód               |
| 2011      | Esküdt ellenségek: Bűnös szándék | Law & Order: Criminal Intent   | Paula Gyson      | 7 epizód               |
| 2012–2015 | Mad Men – Reklámőrültek          | Mad Men                        | Marie Calvet     | 5 epizód               |
| 2013–2014 | Született boszorkányok           | Witches of East End            | Joanna Beauchamp | főszereplő (23 epizód) |
| 2016–2017 |                                  | Incorporated                   | Elizabeth Krauss | főszereplő (10 epizód) |
| 2017      | Howards End                      | Howards End                    | Ruth Wilcox      | minisorozat (1 epizód) |
| 2018      |                                  | Forever                        | Marisol          | 2 epizód               |
| 2019      |                                  | Gold Digger                    | Julia Day        | minisorozat (6 epizód) |
| 2020–2021 | The Walking Dead: World Beyond   | The Walking Dead: World Beyond | Elizabeth Kublek | főszereplő (11 epizód) |

## Díjai
- londoni drámai kritikusok díja (1989)
- Arany Műhold-díj (2002)
- Legjobb női mellékszereplő (minisorozat vagy tévéfilm) (2010)